# Reinier Lucassen
Reinier Lucassen, soms afgekort tot Luc, (Amsterdam, 16 april 1939 – 14 juni 2025) was een Nederlands kunstschilder. Hij was een vertegenwoordiger van de schilderstroming die nieuwe figuratie wordt genoemd. Anderen in deze stroming zijn Alphons Freijmuth, Pieter Holstein, Etienne Elias en Roger Raveel. In 1986 exposeerde hij voor Nederland in het Rietveldpaviljoen op de Biënnale van Venetië.

## Werk
Hij was zoon van Jacoba Agnes Geertruida Speijk (1905) en stukadoor Reinier Lucassen (1905). Hij was al snel halfwees; zijn vader overleed in 1945 tijdens (ontsnapping aan) tewerkstelling in Duitsland. Zijn moeder overleed in 1953, zodat hij enkele jaren werd opgevangen in het Burgerweeshuis in de Kalverstraat.
Hij deed inspiratie op om tot de kunstwereld toe te treden door etalages van galeries te bekijken. Later kwam daarbij bezoeken aan het Stedelijk Museum Amsterdam met werken van Jackson Pollock, Clyfford Still, Jasper Johns en Robert Rauschenberg. Lucassen zelf studeerde vanaf 1958 aan het Rijksnormaalschool voor Teekenonderwijzers/Instituut voor Kunstnijverheidsonderwijs in Amsterdam. Hij ontwikkelde vanaf 1960 een figuratieve schilderstijl die herkenbare elementen uit het dagelijks leven combineert met abstracte symbolen en tekens. Zijn werk uit de begintijd wordt gezien als een Europees antwoord op de popart. Zijn bekendheid als kunstenaar kwam in 1965, maar hij verkocht nauwelijks iets; iets dat rond 1970 veranderde. 
Lucassen combineerde vanaf het begin triviale elementen, zoals stripfiguren, schemerlampen, leunstoelen en planten, met grote felgekleurde vlakken en expressieve elementen. Sinds 1980 maakt hij kleiner, ingetogener werk, bijvoorbeeld uit eenvoudige punten opgebouwde krachtige tekens, in de verte herinnerend aan de dotpaintings van aborigines. Typerend voor de stijl van Lucassen is dat hij vaak lettertekens op picturale wijze in het beeld integreert en de werken soms poëtische of raadselachtige titels meegeeft. De assemblages die hij maakt, zijn opgebouwd uit alledaagse materialen als hout, blik of rubber die door hun ordening een nieuwe betekenis suggereren.
Hij was jarenlang hoofddocent schilderkunst aan de AKI te Enschede; hij had zo een vast inkomen. Hij zag exposities van zijn werk als een noodzakelijk kwaad; hij had er geen plezier aan. Naar eigen zeggen miste hij er de sociale vaardigheden voor. Partner Francesca Blom gaf in 1998 samen met Adri Colpaert het boekwerk Lucassen uit; een boek met een overzicht uit zijn oeuvre; Blom stond hem vanaf 1976 bij in het beheer en organisatie van zijn werken.
Lucassen verzamelde uiteenlopend werk van collega's uit verschillende periodes. Hij had bijvoorbeeld werken van Willem Hussem, Jean Brusselmans, Roger Raveel en Etienne Elias. Daarnaast bezat hij ook etnografische kunstvoorwerpen en kitsch-schilderijen van rommelmarkten. Deze laatste bewerkte hij met collages en schilderkustige ingrepen tot 'modifications' om ze een nieuwe betekens te geven. In 2024 werden circa 250 werken uit zijn verzameling geveild in Den Haag.
Lucassen overleed op 14 juni 2025 op 86-jarige leeftijd.

### Groepsprojecten
- In 1966 werkte Lucassen samen met Etienne Elias, Raoul De Keyser en Roger Raveel aan schilderingen in de kelders van het kasteel in Beervelde.
- In 1967 richtte Lucassen samen met Ger van Elk en Jan Dibbets het Internationaal Instituut voor Herscholing van Kunstenaars op, dat een aantal manifesten en projecten voortbracht.

### Bekend werk
Een bekend schilderij van Lucassen, als langdurig bruikleen van de RCE in de collectie van het Dordrechts Museum, is getiteld: Een gezellig hoekje (1968). Het stelt een interieur voor met een leunstoel, een schemerlamp, een plant en een schilderij of raam in combinatie met een verticaal geblokte rood-groene baan. Dit werk was door Openbaar Kunstbezit in reproductie ter beschikking gesteld aan de Nederlandse Spoorwegen, waardoor het jarenlang op klein formaat in bepaalde, meest regionale treinen te zien was.

## Prijzen
- 1970 - Cassandra Foundation Award
- 1976 - David Röell-prijs
- 2024 - Jeanne Oosting Prijs

## Eenmanstentoonstellingen (selectie)
Lucassen stelde regelmatig tentoon in musea in binnen- en buitenland. Hij exposeerde in Galerie Espace te Amsterdam.
- 1964 - Galerie Espace, Amsterdam
- 1966 - Kunstzaal Markt 17, Enschede
- 1972 - Stedelijk Museum De Lakenhal, Leiden
- 1973 - De Hallen, Haarlem
- 1973 - Groninger Museum, Groningen
- 1973 - Koninklijk Museum voor Schone Kunsten Antwerpen
- 1976 - Stedelijk Van Abbemuseum, Eindhoven
- 1979 - Stedelijk Museum Amsterdam
- 1983 - Museum Fodor, Amsterdam
- 1986 - Biënnale van Venetië, Venetië, Italië
- 1987 - Museum Boijmans Van Beuningen, Rotterdam
- 1999 - Cobra Museum voor Moderne Kunst, Amstelveen
- 2004 - De Hallen, Haarlem
- 2009 - Stedelijk Museum Schiedam